# Bekkarfjord
Bekkarfjord är en ort i Lebesby kommun i Finnmark fylke i norra Norge. Orten ligger vid fylkesväg 888, längst inne vid Bekkarfjorden, en östlig arm av Laksefjorden.